# Konstförening
En konstförening är en förening som i olika utsträckning värnar om konst och konstnärer. Genom att för medlemsavifterna införskaffa samtida konst som medlemmarna kan vinna i konstlotterier, skapar man ett ekonomiskt stöd för verksamma konstnärer. De tidiga konstföreningarna arbetade ofta med att föra ut konsten till folket genom att bland annat propagera och skapa möjligheter för byggande av konstmuseer.

## Konstföreningar i Sverige
I Sverige bildades den första konstföreningen 1832, Konstföreningen i Stockholm. Dess mål var att hjälpa konstnärer med försäljning och att främja tillkomsten av ett nationellt museum för bildkonst. 1850 grundades Konstföreningen för södra Sverige, 1865 grundades Göteborgs konstförening och samma år Konstföreningen i Växjö. Konstföreningen i Stockholm gick 1886 samman med Föreningen för Nordisk Konst och tillsammans bildade de Sveriges Allmänna Konstförening.
Efter andra världskriget, samtidigt med flera andra folkrörelser, blev det vanligare med personalkonstföreningar på arbetsplatser. En av de tidiga var Handelsbankens konstförening som grundades 1944 och som med sina investeringar i ung svensk samtidskonst betytt mycket för svenskt konstliv. Vissa konstföreningar ger ut böcker, anordnar utställningar, föreläsningar med mera för sina medlemmar.

### Bildandet av SKR (Sveriges Konstföreningars Riksförbund)
Konstföreningsledare, med Skånes konstförenings intendent Uno Kampmark i spetsen, tog 1973 initiativ till en riksorganisation. Med Riksförbundet för bildande konst som fadder bildades Sveriges Konstföreningars Riksförbund, SKR, i Visby den 2 juni 1973. Landsantikvarien Gunnar Svahnström utsågs till ordförande. 118 konstföreningar blev medlemmar detta första år.